# Astragalus armatus
Astragalus armatus es una especie de planta herbácea perteneciente a la familia de las leguminosas. Es originaria del Norte de África.

## Distribución y hábitat
Se encuentra entre las arena y oueds, de Marruecos, Túnez, Libia y Argelia.

## Taxonomía
Astragalus armatus fue descrita por Willd. y publicado en Species Plantarum. Editio quarta 3(2): 1330. 1802.
Etimología
Astragalus: nombre genérico derivado del griego clásico άστράγαλος y luego del Latín astrăgălus aplicado ya en la antigüedad, entre otras cosas, a algunas plantas de la familia Fabaceae, debido a la forma cúbica de sus semillas parecidas a un hueso del pie.
armatus: epíteto latino  que significa "armada, espinosa".
Sinonimia
- Astragalus armatus subsp. armatus
- Acacia armata (Willd.) Batt.
- Astragalus armatus subsp. tragacanthoides (Desf.) Emb. & Maire
- Astragalus fontanesii subsp. tragacanthoides (Desf.) Maire
- Acanthyllis tragacanthoides (Desf.) Pomel
- Anthyllis tragacanthoides Desf. (1798)
- Astragalus armatus subsp. armatus
- Astragalus armatus subsp. numidicus (Coss. & Durieu ex Murb.) Tietz (1988)[5]